# 한태유
한태유(韓泰酉, 1981년 3월 31일~)는 대한민국의 축구 선수다.